# Maciej Płaza
Maciej Płaza (ur. 16 grudnia 1976 w Opinogórze) – polski tłumacz i prozaik, doktor humanistyki. Tłumacz literatury anglojęzycznej i prac naukowych.

## Nagrody
Laureat Nagrody „Literatury na Świecie” za rok 2012 w kategorii Nowa Twarz za przekład wyboru opowiadań H.P. Lovecrafta Zgroza w Dunwich i inne przerażające opowieści. Nominowany do Nagrody za Twórczość Translatorską im. T. Boya-Żeleńskiego (2021) za przekład powieści Arthura Machena Wzgórze przyśnień.
Laureat Nagrody Literackiej Gdynia 2016 i Nagrody Fundacji im. Kościelskich 2016 oraz nominowany do Nagrody Literackiej „Nike” 2016 za tom opowiadań Skoruń. Laureat Literackiej Nagrody Europy Środkowej Angelus 2018 za powieść Robinson w Bolechowie. Nominowany do Nagrody Literackiej m.st. Warszawy 2022 w kategorii proza oraz Nagrody Literackiej „Nike” 2022 za powieść Golem.

## Książki
- O poznaniu w twórczości Stanisława Lema (Wydawnictwo Uniwersytetu Wrocławskiego, Wrocław 2006) – seria Monografie FNP
- Skoruń (Wydawnictwo W.A.B., Warszawa 2015)
- Robinson w Bolechowie (Wydawnictwo W.A.B., Warszawa 2017)
- Golem (Wydawnictwo W.A.B., Warszawa 2021)

## Ważniejsze przekłady
- Christos Tsiolkas, Martwa Europa (Replika, Poznań 2010)
- Fredric Jameson, Archeologie przyszłości: pragnienie zwane utopią i inne fantazje naukowe (Wydawnictwo Uniwersytetu Jagiellońskiego, Kraków 2011) (współprzekład)
- Fredric Jameson, Postmodernizm czyli Logika kulturowa późnego kapitalizmu (Wydawnictwo Uniwersytetu Jagiellońskiego, Kraków 2011)
- Brian McHale, Powieść postmodernistyczna (Wydawnictwo Uniwersytetu Jagiellońskiego, Kraków 2011)
- H.P. Lovecraft, Zgroza w Dunwich i inne przerażające opowieści (Vesper, Poznań 2012)
- H.P. Lovecraft, Przyszła na Sarnath zagłada: opowieści niesamowite i fantastyczne (Vesper, Czerwonak 2016)
- Mary Shelley, Frankenstein czyli Współczesny Prometeusz (Vesper, Czerwonak 2013)
- Jenny Diski, Lata sześćdziesiąte (Wydawnictwo Officyna, Łódź 2013)
- Kenneth Grahame, O czym szumią wierzby (Vesper, Poznań 2014)
- Mark Helprin, Zimowa opowieść (Wydawnictwo Otwarte, Kraków 2014) (współprzekład)
- Mark Helprin, Pamiętnik z mrówkoszczelnej kasety (Wydawnictwo Otwarte, Kraków 2014)
- Marjorie Perloff, Ostrze ironii: modernizm w cieniu monarchii habsburskiej (Ossolineum, Wrocław 2018)
- DeSales Harrison, Zostaw ten świat pełen płaczu (Marginesy, Warszawa 2019)
- Arthur Machen, Wzgórze przyśnień (PIW, Warszawa 2020)
- Lord Dunsany, Bogowie Pegāny i inne opowieści fantastyczne (Vesper, Czerwonak 2023)
- William Faulkner, Flagi pokrył kurz (PIW, Warszawa 2023, ISBN 978-83-8196-673-3)